# Tropidodryas
Tropidodryas är ett släkte av ormar som ingår i familjen snokar. Släktet tillhör underfamiljen Dipsadinae som ibland listas som familj.
Arterna är med en längd upp till en meter medelstora ormar. De förekommer i södra Brasilien och vistas i skogar. Antagligen klättrar individerna främst i träd. Födan utgörs av ödlor, groddjur, små fåglar och små däggdjur. Honor lägger ägg.
Arter enligt Catalogue of Life och The Reptile Database:
- Tropidodryas serra
- Tropidodryas striaticeps